# Feminismo antiespecista
El feminismo antiespecista es una rama del movimiento feminista que cuestiona los vínculos que hay entre los derechos de los animales y de las mujeres, así como las opresiones que sufren por igual al estar bajo la misma estructura de dominación, donde se privilegian a unos sobre otros.
Por tanto, lo que principalmente busca este feminismo es rechazar el especismo y la construcción jerárquica de la  sociedad para proponer un cambio, en el cual se posicione al ser humano en el mismo nivel que los animales y la naturaleza, es decir, sin jerarquías de tal forma que todo ser sea libre de violencia y dominación.[cita requerida]

## Origen
El término feminismo antiespecista comenzó a ganar popularidad en la década de los 2000 cuando se abordó la explotación animal desde un análisis en el que el patriarcado no sólo oprime a las mujeres y a otras identidades de género, sino también relaciona a la explotación de la naturaleza y otras especies que habitan el planeta. Se conectó con el feminismo y los derechos de los animales no humanos desde décadas antes y se observó como la explotación animal está vinculada con factores de dominación parecidos a los ejercidos hacia las mujeres.
Este término surge de la intersección entre el feminismo y los derechos de otras especies. El término especismo se le acuñó a  Richard Ryder en 1970, se refiere a la discriminación que consiste en la consideración desfavorable de unos individuos basada en su no pertenencia a una determinada especie, concretamente la humana. Posteriormente, en 1990 se publicó  “La política sexual de la carne” por Carol J. Adams marcó un punto importante en cuanto a esta corriente. Ella argumenta la conexión entre el patriarcado y la relación que tenemos con los animales, visto desde una perspectiva feminista. De igual forma, hace una aproximación histórica del feminismo y el veganismo.

## Relación con otros feminismos
El feminismo antiespecista tiene posturas similares con los ecofeminismos y la ecología feminista, puesto que ambos buscan visibilizar la violencia que ejerce nuestro sistema patriarcal, no solo sobre las mujeres, sino también sobre el planeta y los demás seres vivos que habitan en él. Con esta visión patriarcal a la naturaleza no se le percibe como el ecosistema que es, donde viven múltiples seres vivos, pensantes y sintientes, sino que se les ve como meros recursos de los que el ser humano se abastece.
A través de este diálogo, estos feminismos pueden parecer similares; sin embargo existe un factor que los distingue: la separación entre la explotación de la naturaleza y la explotación animal. Es crucial reconocer su diferencia, de lo contrario se corre el riesgo de invisibilizar el sufrimiento animal y las prácticas a las que son sometidos, lo cual contribuye a entender el sentido utilitarista hacia los animales que prevalece en la sociedad.

## El especismo y otras formas de opresión
La relación entre el especismo y el racismo, se nota específicamente en el uso del lenguaje. En nuestra sociedad, es común que animales sean utilizados como un tipo de metáfora despectiva  para insultar o denigrar a ciertos grupos humanos. Este fenómeno es evidente en el caso de las mujeres, cuando son comparadas con animales de manera insultante, lo que refuerza la idea de que los animales son seres inferiores al ser humano y al ser aplicadas a las mujeres, también perpetúan la noción de que ellas ocupan un lugar inferior en la jerarquía de nuestra sociedad.
Al comparar a las mujeres con animales, se les deshumaniza, porque son asociadas con características que se les considera negativas, reforzando los  estereotipos que perpetúan su subordinación. Igualmente refuerzan la idea de que los animales son seres inferiores que pueden ser explotados o maltratados sin repercusiones éticas.
Por lo que como parte de las propuestas del feminismo antiespecista se busca cuestionar y empezar con la erradicación del especismo, puesto que todos estos sistemas se sostienen y refuerzan unos entre otros.

## Interseccionalidad
El antiespecismo es un movimiento que rechaza la opresión y discriminación relacionada con la idea de supremacía de una especie sobre otras. La interseccionalidad en el antiespecismo se enfoca en cómo distintos sistemas de opresión no operan de manera independiente unos de otros, sino que están interrelacionados y se refuerzan entre sí, reconoce que la opresión hacia los animales está conectada con otras formas de opresión, como el sexismo, el racismo y la homofobia. Su interacción ayuda a construir una visión de justicia más inclusiva, cuestionando tanto la opresión entre humanos y la violencia a otras especies. 
Este feminismo plantea que no se puede luchar por los derechos de las mujeres ignorando el resto de las hembras de otras especies, las cuales también sufren opresiones y violencias. De acuerdo con este movimiento en el machismo, patriarcado y especismo, tanto mujeres como animales son considerados como seres inferiores que son vulnerables a la violencia y a la mercantilización.

## La teoría feminista vegana
El vegetarianismo y el veganismo son dos corrientes que comparten profundos lazos, si se les ve desde la perspectiva de la explotación y el patriarcado, y la búsqueda por la liberación de los sistemas de opresión. A partir del ecofeminismo, se busca eliminar la dominación de quienes han sufrido discriminación, como las mujeres, la naturaleza, el medio ambiente y los animales no humanos. Desde ciertas posturas feministas antiespecistas se ha podido empezar a tejer una conexión entre la explotación de la mujer y el especismo.

### Veganismo decolonial
Los feminismos antiespecistas se conforman por identidades políticas diversas, lo que posibilita una práctica política que se fundamenta en la aceptación de la alteridad. Esto implica destacar la conexión entre el cisheterosexismo, la colonialidad de género y de poder, y el especismo. Desde esta perspectiva, se promueve el reconocimiento de la animalidad como un espacio de alianzas y vínculos entre los sectores subalternos quitando de lado el poder y del género del especismo. El feminismo antiespecista considera cómo operan estos marcadores de poder en la intersección entre colonialidad, género y especie, y estas redes se vuelven cruciales en un contexto caracterizado por el saqueo de territorios y el despojo constante de la vida y de los seres que la habitan. Sin embargo, es importante señalar que el feminismo antiespecista está enfocado en las hembras de otras especies, las cuales son víctimas de la crueldad y la injusticia provenientes de los seres humanos.

## Principales exponentes
Entre sus principales exponente se encuentran Carol J. Adams, Mariana Matija, Anita Krajnc, Neyda Robles, María José Alho, Alejandra Arce, Lorena Cabnal, Vero Veggie, Francia Rodríguez, Isabel Rojas, Alice Walker, María Lugones, Lidia Guerra.

## Posturas de algunas autoras
El feminismo antiespecista integra la lucha contra el patriarcado y el especismo, defendiendo los derechos de las mujeres y los animales. Varias autoras han contribuido a este enfoque, enfatizando la relación entre la opresión de las mujeres y la explotación de los animales. Aquí están algunas de las principales posturas de las autoras mencionadas en relación con el feminismo antiespecista. 
- Carol J. Adams: escritora estadounidense y pionera en el feminismo antiespecista, más conocida por su obra The Sexual Politics of Meat, donde explora la intersección entre la opresión de las mujeres y la explotación de los animales.[1]
- Mariana Matija: es una activista colombiana en pro de los derechos de los animales y promotora del veganismo en América Latina. Su enfoque es educativo, tratando de concientizar a la sociedad sobre cómo el especismo y el sexismo están conectados y cómo el sistema de consumo afecta tanto a las mujeres como a los animales.
- Anita Krajnc: es una activista canadiense conocida por su trabajo en el movimiento Toronto Pig Save, que busca crear empatía hacia los animales en la industria de la carne.
- Lorena Cabnal: es feminista comunitaria indígena guatemalteca, se enfoca en el feminismo desde una perspectiva decolonial y de defensa de la naturaleza. Aunque su enfoque no es directamente antiespecista, defiende una relación de respeto con todos los seres vivos y el medio ambiente.
- Vero Veggie: activista estadounidense en redes sociales, promoviendo el veganismo como una extensión del feminismo y la justicia social. Su enfoque enfatiza cómo las mujeres y los animales sufren una explotación similar en el capitalismo y el patriarcado.
- Isabel Rojas: española que se centra principalmente en la intersección de la ética animal y el feminismo. Rojas sostiene que el feminismo no puede ignorar el sufrimiento de los animales y que el especismo es una extensión de la misma lógica de dominación que el patriarcado. Su postura está basada en la ética de cuidado, argumentando que los animales merecen el mismo respeto y consideración moral que las personas.
- Alice Walker: es una autora y activista estadounidense, aborda temas de opresión tanto en humanos como en animales. En su obra, ha expresado su postura antiespecista, argumentando que todos los seres sintientes deben ser tratados con compasión y dignidad.
- María Lugones: es una, feminista decolonial argentina bastante conocida, es más reconocida por su teoría de la colonialidad de género y su crítica a la estructura patriarcal colonial.